# فیلیپ ژاکوته
فیلیپ ژاکوته (به فرانسوی: Philippe Jaccottet؛ زادهٔ ۳۰ ژوئن ۱۹۲۵ – درگذشته ۲۴ فوریه ۲۰۲۱) شاعر و مترجم قرن بیستم میلادی فرانسوی‌زبان اهل سوئیس بود.
ژاکوته در ۲۴ فوریه ۲۰۲۱ در سن ۹۵ سالگی در گرینیا، فرانسه درگذشت.